# Мґзавребі
Мґзавребі (груз. მგზავრები, Mgzavrebi) — грузинський музичний гурт.

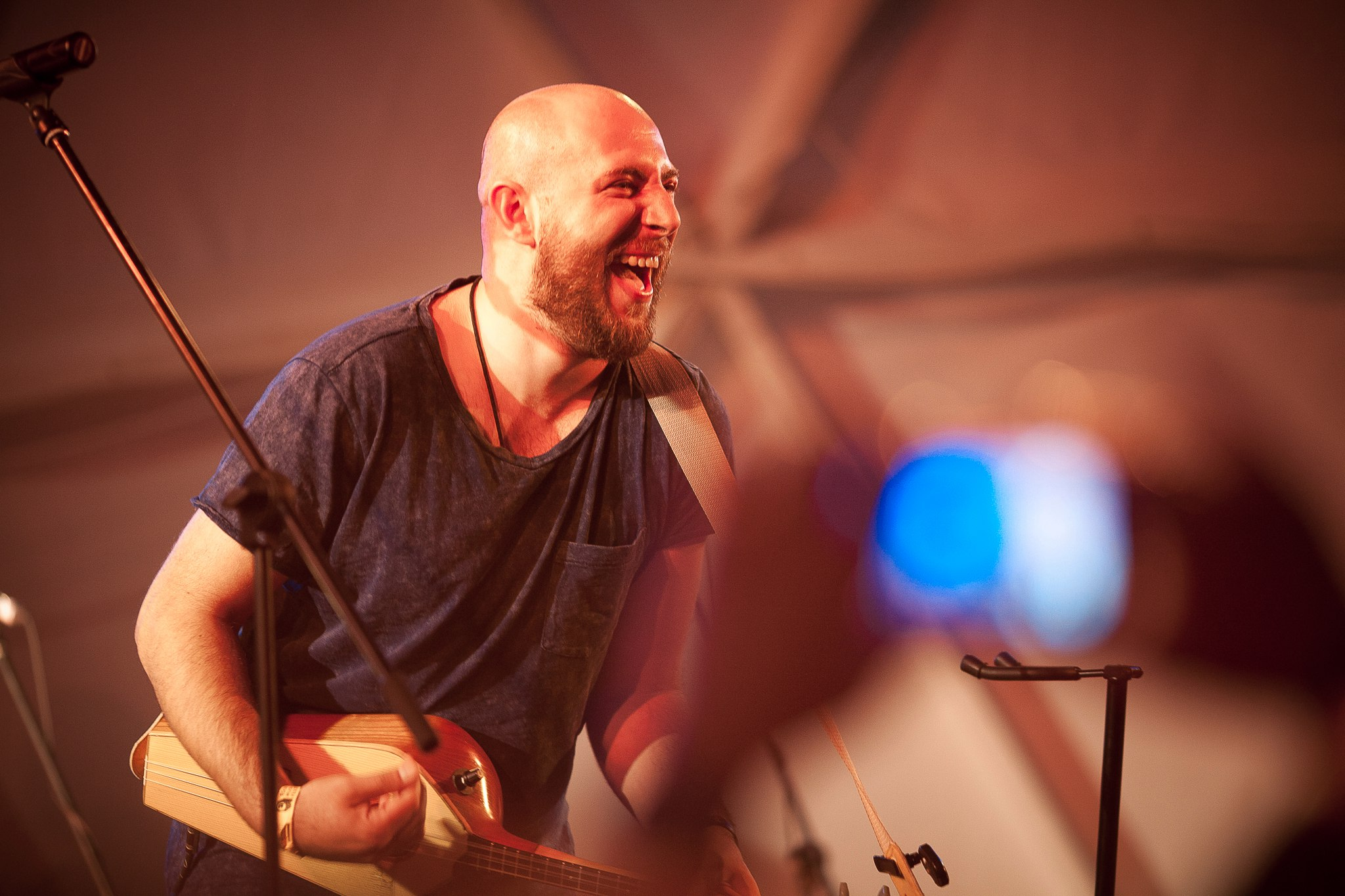
Бежо Аміранашвілі

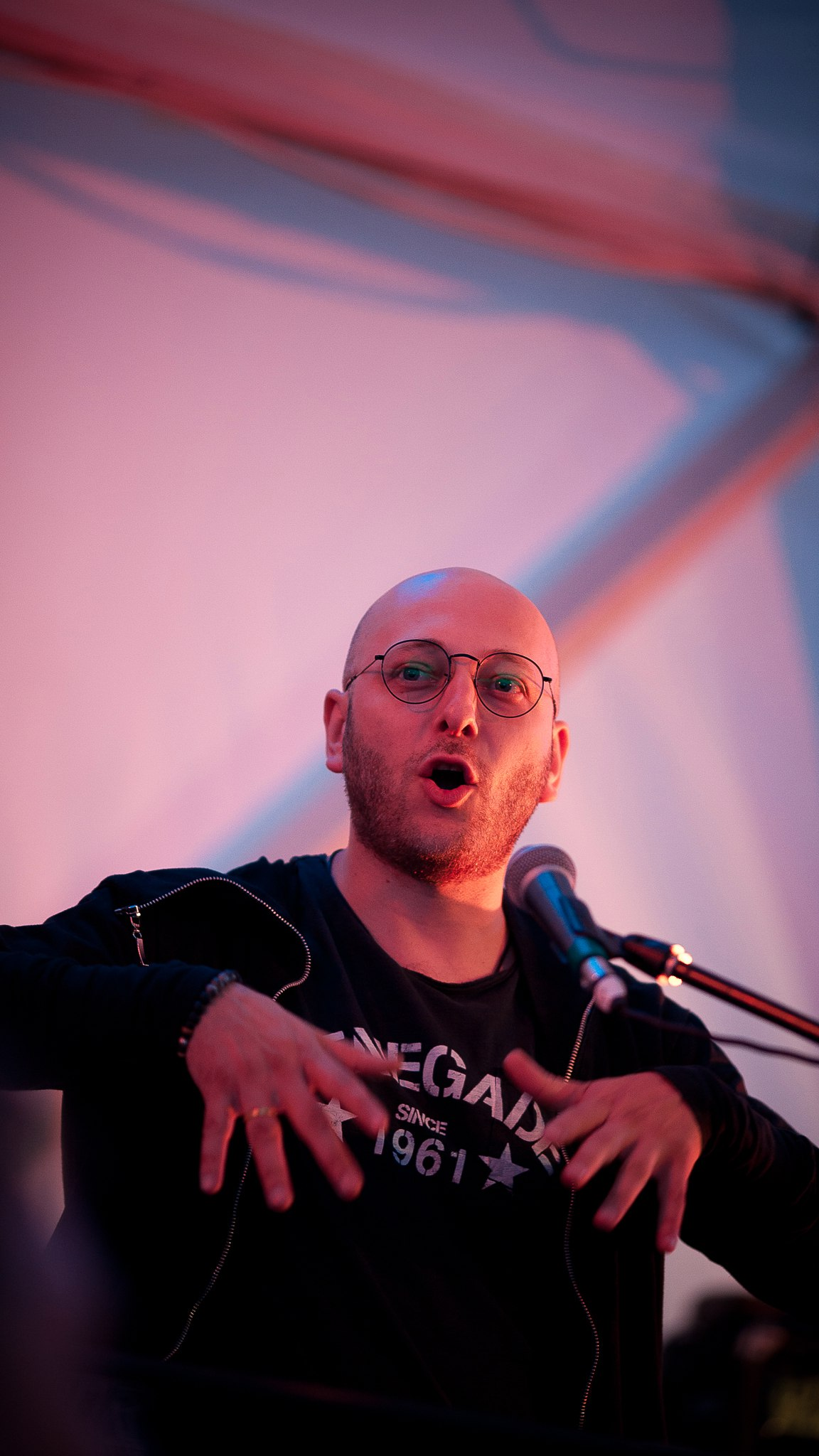
Давид Угрехелідзе

Фронтмен гурту Ґіґі Дедаламазішвілі за освітою актор. 2006 року він почав писати пісні, з чого і виник колектив — спершу як тріо. З часом кількість музикантів суттєво зросла і тепер вона варіюється між 12 і 20 залежно від концерту. Мґзавребі здобули популярність після виходу фільму Давида Імедашвілі «Місто мрії» (ოცნების ქალაქი), саундтрек до якого вони написали і виконали.
Гурт часто виступає в Україні, де є досить відомим, особливо завдяки спільній із ТнМК пісні «Qari Qris». Грузинська частина тексту цієї пісні належить перу грузинського поета Ґалактіона Табідзе. Музиканти співпрацювали також із іншими відомими виконавцями, зокрема із Пласідо Домінґо, Buena Vista Social Club, Андреа Бочеллі та Ніно Катамадзе.
Музичний стиль гурту поєднує традиційний грузинський спів і сучасне звучання національних інструментів, хоча самі музиканти не прагнуть якось класифікувати музику, яку грають.
Назва гурту означає «Подорожні».

## Склад
- Ґіґі Дедаламазішвілі (автор музики, гітара, вокал)
- Лаша Дохнадзе (вокал, перкусія)
- Міша Меґрелішвілі (шейкер)
- Ґіґі Ґеґелашвілі (флейта, клавішні)
- Ґванца Маташвілі (віолончель)
- Ніні Дедаламазішвілі (вокал)
- Ачіко Давіташвілі (труба)
- Ґуґа Кублашвілі (пандурі, вокал)
- Бежо Аміранашвілі (пандурі, гітара, вокал)
- Резо Буадзе (вокал)
- Ґіорґі Ахвледіані (вокал)
- Дато Ґоґелія (бас-гітара, губна гармоніка, вокал)
- Іраклій Сарава (вокал)
- Резі Буадзе (вокал)
- Тазо Наріманідзе (діджеріду)
- Ґіґі Міґріаулі (грузинський барабан)

## Дискографія
- მე მოვიგონე [Me movigone…, Я винайшов це] (2008)
- მეორე ალბომი [Meore Albomi, Другий альбом] (2011)
- Чекати жити чекати (Evgeniy Grishkovets & Mgzavrebi) (2013)
- Mgzavruli (მგზავრული, 2014)
- In Vino Veritas (2014)
- Iasamani (იასამანი, 2016)